# L'oro maledetto (film 1952)
L'oro maledetto (The Treasure of Lost Canyon) è un film del 1952 diretto da Ted Tetzlaff.
È un western avventuroso statunitense con William Powell, Julie Adams e Charles Drake. È basato sul racconto breve del 1883 Treasure of Franchard di Robert Louis Stevenson.

## Produzione
Il film, diretto da Ted Tetzlaff su una sceneggiatura di Brainerd Duffield e Emerson Crocker, fu prodotto da Leonard Goldstein per la Universal Pictures e girato nel McArthur-Burney Falls Memorial State Park a Burney e nei pressi del fiume Feather, California, da inizio giugno al 21 luglio 1951. Il titolo di lavorazione del film era The Treasure of Franchard.

## Distribuzione
Il film fu distribuito negli Stati Uniti il 1º marzo 1952 dalla Universal Pictures.
Altre distribuzioni internazionali del film sono state:
- in Finlandia il 22 agosto 1952 (Kadonneen laakson aarre)
- nelle Filippine il 16 dicembre 1952
- in Portogallo il 15 luglio 1953 (O Tesouro Escondido)
- in Turchia nel settembre del 1953 (Esrarengiz hazine)
- in Germania Ovest il 18 febbraio 1978 (in TV) (Der Schatz im Canyon)
- in Spagna (El tesoro de Lost Canyon)
- in Italia (L'oro maledetto)